# Maneater (Nelly Furtado)
Maneater is de eerste single van Loose, het derde studioalbum van de Canadese zangeres Nelly Furtado. Maneater is een van de drie debuutsingles van het album, en daarmee heeft Nelly Furtado een primeur te pakken. In de Verenigde Staten is het nummer Promiscuous de eerste single, in Mexico en Zuid-Amerika No Hay Igual, en in geheel Europa en Azië Maneater.
Al snel na het uitkomen van de single bereikte Maneater in Noorwegen, Portugal en het Verenigd Koninkrijk de nummer 1-positie in de hitparades. In de Nederlandse Top 40 stond het nummer op de tiende positie. In de Vlaamse Ultratop 50 behaalde het nummer een negende positie.

## Tracklist
1. Maneater
2. Undercover

## Hitnotering
| Maneater in de Nederlandse Top 40 - binnen 3 juni 2006 | Maneater in de Nederlandse Top 40 - binnen 3 juni 2006 | Maneater in de Nederlandse Top 40 - binnen 3 juni 2006 | Maneater in de Nederlandse Top 40 - binnen 3 juni 2006 | Maneater in de Nederlandse Top 40 - binnen 3 juni 2006 | Maneater in de Nederlandse Top 40 - binnen 3 juni 2006 | Maneater in de Nederlandse Top 40 - binnen 3 juni 2006 | Maneater in de Nederlandse Top 40 - binnen 3 juni 2006 | Maneater in de Nederlandse Top 40 - binnen 3 juni 2006 | Maneater in de Nederlandse Top 40 - binnen 3 juni 2006 | Maneater in de Nederlandse Top 40 - binnen 3 juni 2006 | Maneater in de Nederlandse Top 40 - binnen 3 juni 2006 | Maneater in de Nederlandse Top 40 - binnen 3 juni 2006 | Maneater in de Nederlandse Top 40 - binnen 3 juni 2006 |
| Week                                                   | 01                                                     | 02                                                     | 03                                                     | 04                                                     | 05                                                     | 06                                                     | 07                                                     | 08                                                     | 09                                                     | 10                                                     | 11                                                     | 12                                                     | 13                                                     |
| ------------------------------------------------------ | ------------------------------------------------------ | ------------------------------------------------------ | ------------------------------------------------------ | ------------------------------------------------------ | ------------------------------------------------------ | ------------------------------------------------------ | ------------------------------------------------------ | ------------------------------------------------------ | ------------------------------------------------------ | ------------------------------------------------------ | ------------------------------------------------------ | ------------------------------------------------------ | ------------------------------------------------------ |
| Nummer                                                 | 38                                                     | 23                                                     | 20                                                     | 13                                                     | 11                                                     | 10                                                     | 12                                                     | 20                                                     | 22                                                     | 25                                                     | 30                                                     | 33                                                     | Uit                                                    |